# Roger Caillois
Roger Caillois (Reims, 3 marzo 1913 – Le Kremlin-Bicêtre, 21 dicembre 1978) è stato uno scrittore, sociologo, antropologo e critico letterario francese.

## Biografia
Nato in una famiglia della piccola borghesia di Reims, Roger Caillois fece gli studi secondari nel liceo della sua città, dove ebbe come professore di storia-geografia Georges Bidault. Durante gli anni del liceo frequentò anche Roger Gilbert-Lecomte e il gruppo della rivista Le Grand Jeu.
Stabilitosi con la famiglia a Parigi alla fine degli anni venti, seguì al Liceo Louis-le-Grand le classi preparatorie all'École normale supérieure ed ebbe come compagni Jacques de Bourbon Busset, André Chastel e Pierre Grimal. Ammesso quindi alla Scuola Normale Superiore nel 1933, fu per qualche tempo vicino ai surrealisti, prima di rompere con il movimento nel 1934. Nello stesso periodo conobbe anche Gaston Bachelard, René Daumal e André Breton e si appassionò della poesia di Rimbaud, Lautréamont e Saint-John Perse.
Docente di grammatica, uditore all'École pratique des hautes études dove assistette alle conferenze di Georges Dumézil (con il quale era "in strettissimi rapporti di collaborazione e d'amicizia"), Alexandre Kojève e Marcel Mauss, Roger Caillois iniziò a dare vita a un pensiero originale, nutrito di sociologia e antropologia, ma votato soprattutto all'esplorazione del sacro. Autore, già prima della guerra, di due saggi intitolati Il mito e l'uomo (1938) e L'uomo e il sacro (1939), Roger Caillois fondava nel 1937, con Georges Bataille, Michel Leiris e Pierre Klossowski, il "Collège de sociologie". Il suo nome, a quel tempo è legato a parecchie attività dell'estrema sinistra antifascista.
Il suo incontro con la letterata argentina Victoria Ocampo doveva portarlo, nel luglio 1939, a lasciare la Francia per l'Argentina, dove restò per tutta la durata della guerra. Egli sostenne attivamente oltre-Atlantico la lotta contro il nazismo fondando la rivista "Les Lettres françaises" nel 1941, e l'istituto francese di Buenos Aires. Dal 1945 al 1946, fu anche il successore di Raymond Aron nella redazione di "La France Libre".
Di ritorno in Francia dopo la Liberazione, Roger Caillois doveva rinunciare ai suoi impegni politici per consacrarsi alla sua opera e alle sue attività letterarie. Diventato funzionario dell'UNESCO nel 1948, effettuò numerosi viaggi attraverso il mondo e contribuì a far scoprire al pubblico francese la letteratura latino-americana, lanciando presso Gallimard la collana "Croix du Sud". Nel 1952 fondò "Diogène", rivista a vocazione internazionale e pluridisciplinare che diresse sino alla morte con l'aiuto di Jean d'Ormesson.
La sua opera, che deve molto all'esplorazione dei mondi poetici dell'immaginario e del fantastico, costituisce un apporto essenziale e perfettamente originale alla critica letteraria e alle scienze umane del XX secolo. Possiamo ricordare Le Rocher de Sisyphe, Puissance du roman, Babel, Poétique de Saint-John-Perse, L'Incertitude qui vient des rêves, Les Jeux et les Hommes, Puissances du rêve, Au coeur du fantastique, Anthologie du fantastique, La Pieuvre, Essais sur la logique de l'imaginaire, Approches de l'imaginaire, Le Fleuve Alphée, ma i molti suoi testi sono ripetuti e ripresi più volte, quasi a voler ricreare quella vertigine di cui ha spesso parlato.
Infine l'uomo, affascinato dal mondo minerale, consacrò parecchie opere anche alla gemmologia. Roger Caillois fu eletto all'Académie française il 14 gennaio 1971 sul seggio di Jérôme Carcopino. La sua elezione avvenne al secondo turno con 16 voti contro 11 del romanziere Henri Queffélec. Nel 1978 ricevette dal Ministero della Cultura francese il Grand Prix national des lettres. Sposò Yvette Billod, dalla quale ebbe una figlia (Catherine), poi, nel 1957, Alena Vichr. Morto nel 1978, è sepolto nel cimitero di Montparnasse.

## Critiche
Carlo Ginzburg, in un suo testo intitolato Mitologia germanica e nazismo. Su un vecchio libro di Georges Dumézil, incluso nel libro Miti emblemi spie. Morfologia e storia, sottolinea come i temi trattati da Callois e Bataille al Collège de sociologie presentassero, e presentino, "un atteggiamento estremamente ambiguo nei confronti delle ideologie fasciste e naziste".
Sempre da quanto presentato da Ginzburg nel medesimo testo, Alexandre Kojève, "che pure tenne una conferenza al Collège su «Les conceptions hégéliennes», aveva osservato ironicamente che il programma di Bataille e Caillois era paragonabile al tentativo di un prestigiatore di credere alla magia attraverso i propri trucchi". Anche Walter Benjamin, "ascoltatore assiduo delle conferenze del Collège", nella conclusione della recensione a L'aridité di Caillois scrive: «È triste vedere come un'ampia corrente limacciosa sia alimentata da fonti situate ad una notevole altitudine».

## Opere
- Procès intellectuel de l'art (exposé des motifs), Marseille: Les Cahiers du Sud, 1935
- Les Démon de midi 1937
  - I demoni meridiani, a cura di Carlo Ossola, Torino: Bollati Boringhieri, 1988
- Le Mythe et l'homme, Paris: Gallimard, 1938,
  - Il mito e l'uomo, Torino: Bollati Boringheri, 1998
- L'Homme et le sacré, Paris: Leroux, 1939
  - L'uomo e il sacro, a cura di Ugo M. Olivieri, con un saggio di Georges Bataille, Torino: Bollati Boringhieri, 2001
- Le Roman policier, ou Comment l'intelligence se retire du monde pour se consacrer a ses jeux et comment la société introduit ses problèmes dans ceux-ci, Buenos Aires: Éditions des lettres françaises, 1941
- Puissances du roman, Marseille: Sagittaire, 1942
  - La forza del romanzo, Palermo: Sellerio, 1980
- La Communion des forts, études sociologiques, Marseille: Sagittaire, 1944
  - La comunione dei forti, a cura di Marco Brunazzi, Torino: Bollati Boringhieri, 2007
- Les Impostures de la poésie, Paris: Gallimard, 1945
- Sur l'enjeu d'une guerre, Paris: Sagittaire, 1945
- Circonstancielles, 1940-1945, Paris: Gallimard, 1946
- Le Rocher de Sisyphe, Paris: Gallimard, 1946
  - La roccia di Sisifo, Milano: Lucarini, 1990
- Vocabulaire esthétique, Paris: Fontaine, 1946;
  - Vocabolario estetico, in Babele, Genova: Marietti, 1983,
- Babel. Orgueil, confusion et ruine de la littérature, Paris: Gallimard, 1948
  - Babele, prefazione del 1978, e postfazione di Marguerite Yourcenar, Genova: Marietti, 1983
- Description du marxisme, Paris: Gallimard, 1950
  - Descrizione del marxismo, Roma: Associazione italiana per la libertà della cultura, 1954
- Quatre essais de sociologie contemporaine, Paris: Perrin, 1951
  - La vertigine della guerra, introduzione di Sergio Cotta, Roma: EL, 1990; con introduzione di Umberto Curi, Troina (EN): Oasi, 2002
- L'Incertitude qui vient des rêves, Paris: Gallimard, 1956
  - Il deserto del sogno (con in appendice Dalla fiaba alla fantascienza), Milano: Nuova accademia, 1964; **L'incertezza dei sogni, introduzione di Guido Almansi Milano: Feltrinelli, 1983
- Art poétique. Commentaires. Préface aux poésies. L'Énigme et l'image, seguito da traduzioni di Vajasameyi Samhita (XXIII, 45-62) di Louis Renou, di Heidreksmal e di Sonatorrek, di Pierre Renauld, Paris: Gallimard, 1958
  - Arte poetica, preambolo di Adriano Marchetti, Rimini: Panozzo, 2008
- Les Jeux et les hommes: le masque et le vertige, Paris: Gallimard, 1958
  - I giochi e gli uomini. La maschera e la vertigine, introduzione e note di Giampaolo Dossena, Milano: Bompiani, 1981
- Méduse et Cie, Paris: Gallimard, 1960;
  - L'occhio di Medusa. L'uomo, l'animale, la maschera, Milano: Raffaello Cortina, 1998
- Ponce Pilate, récit, Paris: Gallimard, 1961
  - Ponzio Pilato, trad. Luciano De Maria, Torino: Einaudi, 1963
- Esthétique généralisée, Paris: Gallimard, 1962
- Bellone ou la pente de la guerre, Bruxelles: Renaissance du livre, 1963
  - La vertigine della guerra, Gussago (BS): Casa di marrani, 2014
- Le Mimétisme animal, Paris: Hachette, 1963
  - Il mimetismo animale, Milano: Medusa, 2017
- Instincts et société, essais de sociologie contemporaine, Genève: Gonthier, 1964
  - Istinti e società, Parma: Guanda, 1983
- Au cœur du fantastique, Paris: Gallimard, 1965
  - Nel cuore del fantastico, postfazione di Guido Almansi, Milano: Feltrinelli, 1984
- Images, images... Essais sur le rôle et les pouvoirs de l'imagination, Paris: José Corti, 1966
- Pierres, Paris: Gallimard, 1966
  - Pietre, Genova: Graphos, 1988
- De la féerie à la science-fiction, Paris: Gallimard, 1966
  - Dalla fiaba alla fantascienza, Roma-Napoli: Theoria, 1985
- Obliques, Montpellier: Fata Morgana, 1967
- Cases d'un échiquier, Paris: Gallimard, 1970
- L'Écriture des pierres, Genève: Skira, 1970
  - La scrittura delle pietre, Genova: Marietti, 1986
- La Dissymétrie, Paris: Gallimard, 1973
- La Pieuvre: essai sur la logique de l'imaginaire, Paris: La Table Ronde, 1973
  - La piovra, Parma: Franco Maria Ricci, 1975
- Approches de l'imaginaire, Paris: Gallimard, 1974
- Un mannequin sur le trottoir, Paris: Yves Rivière, 1974 (illustrato da Pierre Alechinsky)
- Randonnées, Montpellier: Fata Morgana, 1974 (illustrato da Zao Wou-Ki)
- Pierres réfléchies, Paris: Maeght, 1975; Paris: Gallimard, 1975 (con incisioni di Raoul Ubac)
- Malversations, Paris: André de Rache, 1975
  - Malversazioni, Roma: Meltemi, 2003
- Cohérences aventureuses (Esthétique généralisée, Au coeur du fantastique, La Dissymétrie), Paris: Gallimard, 1976
- Le Champ des signes: récurrences dérobées, aperçu sur l'unité et la continuité du monde physique, intellectuel et imaginaire, ou premiers éléments d'une poétique généralisée, Paris: Hermann, 1978
  - Ricorrenze nascoste, Palermo: Sellerio, 1986
- Le Fleuve Alphée, Paris: Gallimard, 1978
  - Il fiume Alfeo, con un'intervista di Héctor Bianciotti, Palermo: Sellerio, 1980
- Rencontres, Paris: Presses Universitaires de France, 1978
- Trois leçons des Ténèbres, Montpellier: Fata Morgana, 1978
  - Tre lezioni delle tenebre, Lavagna (GE): Zona, 1998

### Edizioni postume
- Chroniques de Babel, Paris: Denoël-Gonthier, 1981
- La Nécessité d'esprit, Paris: Gallimard, 1981
- Espace américain, Montpellier: Fata Morgana, 1983
  - Spazio americano, con saggi introduttivi di Vanni Blengino e Annamaria Laserra, Troina (EN): Città Aperta, 1983
- La Lumière des songes, Montpellier: Fata Morgana, 1984 (illustrato da Pierre Alechinsky)
- Apprentissages de Paris, Montpellier. Fata Morgana, 1984
  - Parigi: un apprendistato, Palermo: Edizioni di passaggio, 2012
- L'Aile froide, Montpellier: Fata Morgana, 1989 (illustrato da Patrice Vermeille)
- Naissance de Lucifer, Montpellier: Fata Morgana, 1992 (illustrato da Benedicte Caillot)
  - Nascita di Lucifero, Milano: Medusa, 2002
- La Chute des corps, Montpellier: Fata Morgana, 1995 (illustrato da Jean-Louis Beaudonnet)
- Petit guide du XV arrondissement à l'usage des fantômes, Montpellier: Fata Morgana, 1995 (illustrato da Gérard Titus-Carmel)
- Images du labyrinthe, a cura di Stéphane Massonet, Paris: Gallimard, 2008 (raccolta di testi 1933-1978)
- Jorge Luis Borges, Montpellier: Fata Morgana, 2009 (illustrato da Antonio Segui)
- Mauss, Valéry, Paulhan, Montpellier: Fata Morgana, 2016 (con incisioni di Pierre Alechinsky)
- Êtres de crépuscule, Montpellier: Fata Morgana, 2016
- Aveu du nocturne, a cura di Stéphane Massonet, Montpellier: Fata Morgana, 2018 (illustrato da Nathalie Bourdreux)

### Curatele
- Pierre Corneille, El Cid, Paris: Hachette, 1939
- Montesquieu, Histoire veritable, Lille: Giard-Genève: Droz, 1948
- Montesquieu, Œuvres complètes, vol. 1, Paris: Gallimard, 1949
- (con Pierre Lièvre) Pierre Corneille, Théâtre complet, 2 voll., Paris: Gallimard, 1950
- Montesquieu, Œuvres complètes, vol. 2, Paris: Gallimard, 1951
- Fantastique: soixante récits de terreur, Paris: Club français du livre, 1958
- Jan Potocki, Manuscrit trouvé à Saragosse, Paris: Gallimard, 1958
  - Manoscritto trovato a Saragozza, testo stabilito e presentato da Roger Caillois, Milano: Adelphi, 1965
- (con Jean-Clarence Lambert) Trésor de la poésie universelle, Paris: Gallimard, 1958
- Puissances du rêve: textes anciens et modernes, Paris: Club français du livre, 1962
  - La forza del sogno: il sogno nella letteratura di tutti i tempi, Parma: Guanda, 1963
- Anthologie du fantastique, 2 voll., Paris: Gallimard, 1966
- Jeux et sports, tomo 8, Encyclopédie de la Pléiade, Paris: Gallimard, 1967
- (con Gustav E. von Grunebaum Le Rêve et les sociétés humaines, Paris: Gallimard, 1967
- Mise au net, traduzione (con Yvette Cottier) di poesie di Octavio Paz (Pasado en claro, 1975), Paris: Gallimard, 1977
- Approches de la poésie: les impostures de la poésie, aventure de la poésie moderne, art poétique, reconnaissance à Saint-John Perse, résumé sur la poésie, ouverture, Paris: Gallimard, 1978

### Carteggi
- con Jean Paulhan, Correspondance 1934-1967, a cura di Odile Felgine e Claude-Pierre Perez, Paris: Gallimard, 1991
- con Saint-John Perse, Correspondance 1942-1975, a cura di Joëlle Gardes Tamine, Paris: Gallimard, 1996
- con Victoria Ocampo, Correspondance 1939-1978, a cura di Odile Felgine con la collaborazione di Laura Ayerza De Castilho e Juan Álvarez Márquez, Paris: Stock, 1997
  - Corrispondenza 1939-78, Palermo: Sellerio, 2003

## Premi e riconoscimenti
- 1978: Premio europeo Charles Veillon per la saggistica per Le Fleuve Alphée[8]
- 1978: Grand Prix national des lettres[4]
- 1978: Prix Marcel Proust per Le Fleuve Alphée[9]

Dal 1991 un premio letterario intitolato a Roger Caillois è assegnato a un autore di lingua francese, e a un autore ispanamericano.